# NGC 4048
NGC 4048 (również PGC 38040 lub UGC 7023) – galaktyka spiralna (S?), znajdująca się w gwiazdozbiorze Warkocza Bereniki. Odkrył ją John Herschel 23 marca 1827 roku.